# Sociedad Deportiva Lagunak
La Sociedad Deportiva Lagunak es un club de fútbol de España de la ciudad de Barañáin en Navarra. Fue fundado en 1979 y juega en Tercera División (grupo Navarro). El  histórico equipo femenino disputa actualmente la liga navarra Autonomica, tras descender anteriormente de la élite al fútbol regional.
El club constituye la sección de fútbol del Servicio Municipal Lagunak y es conocido especialmente por su equipo femenino, que ha jugado muchos años en la Primera División Femenina.

## Historia
Barañáin es un municipio del Área Metropolitana de Pamplona, ciudad de la que es prácticamente un barrio, a la que se encuentra adosado. Hasta la década de los sesenta era una aldea perteneciente a la Cendea de Cizur, que no superaba los 100 habitantes, pero en esa década comenzó a crecer de forma espectacular, hasta convertirse en la tercera ciudad de Navarra con más de 20.000 habitantes. Durante ese periodo de rápido crecimiento se fueron creando infraestructuras y asociaciones en la localidad para sus nuevos pobladores y se dio inicio a un sentimiento de comunidad que se cristalizaría finalmente en 1984 con la formación del municipio. Una de estas asociaciones fue la Sociedad Deportiva Cultural y Recreativa Barañáin, creada el 13 de diciembre de 1975 para cubrir las inquietudes deportivas de los vecinos.
En 1978 se comienza a construir un gran complejo deportivo municipal, se disuelve la S. D. C. R. Barañáin y se constituye el Servicio Municipal Lagunak para explotar las nuevas instalaciones. El nombre elegido, Lagunak, significa Los amigos en euskera. El complejo se inauguró el 11 de agosto de 1979.
La sección de fútbol del Lagunak tiene una importante presencia en el fútbol base navarro. No obstante, el equipo sénior ha tenido una trayectoria modesta. Su bagaje histórico, hasta 2022, se limita a cinco temporadas en la Tercera División, primero en el bienio 1994-96 y posteriormente las temporadas 2006/07, 2008/09 y 2012/13.
En 1990 se creó el equipo femenino, que desde sus inicios ha sido la sección más importante del club.

## Estadio
Las instalaciones adscritas al Servicio Municipal Lagunak cuentan con un campo de fútbol 7 y otro de fútbol 11, ambos de hierba artificial, en los que entrenan y disputan sus encuentros los equipos de la sección de fútbol.

## Datos del equipo masculino
- Temporadas en Tercera División: 5.
- Mayor goleada conseguida: Lagunak 7-0 Peña Balsamaiso (1994/95).
- Mayor goleada recibida: Lagunak 0-6 Racing de Santander B (1994/95), Iruña 7-1 Lagunak (2012/13).
- Mejor puesto en la liga: 4º (1994/95).
- Peor puesto en la liga: 20º (2008/09).

## Equipo femenino
El equipo femenino, fundado en 1990, es uno de los más importantes de España. Juega en la Primera División Femenina y ha alcanzado tres finales de la Copa de la Reina (1998, 2000 y 2006) sin conseguir el título.
El club, conocido por su lucha año tras año y por falta de apoyo del club, ha logrado mantenerse en 1.ª división durante varios años.
El equipo ha exportado siempre muchas jugadoras a los grandes clubes nacionales y algunas de ellas  han sido internacionales con la selección española, como la portera Paula Kasares o Lydia Muruzábal a principios de los noventa y Marta Moreno, María Goñi,  Erika Vázquez o Ainhoa Tirapu más recientemente, entre otras. .
La temporada 2011-2012 Lagunak experimentó un "annus horribilis", plagado de lesiones y problemas de todo tipo. Consiguieron una memorable salvación en el último partido disputado en casa.
La temporada 2012-2013 es conocida por el esfuerzo titánico de la plantilla, con dificultades incluso por mantener el equipo entre problemas económicos e internos. Con una plantilla muy corta e inexperta, sin entrenador en pretemporada, lucharon como pudieron, pero no consiguieron evitar el descenso. La temporada siguiente, la 2013-2014, ya en 2ª División, consumaron de nuevo otro descenso de forma consecutiva.
Actualmente el equipo milita en la Regional Femenina Navarra.